# Бутримовы
Бутри́мовы — русский дворянский род Российской империи.
Род был внесён в 6-ю часть дворянской родословной книги Пензенской губернии.

## История рода
Сведения об этом роде начинаются с Иоакима Бутримова, убитого при взятии Казани 02 октября 1552 года. Имя его внесено в синодик московского Успенского собора на вечное поминовение. В 1573 году опричниками Ивана Грозного числятся Певка и Семейка Бутримовы.
В гербе рода Бутримовых имеются два герба польской шляхты: Лелива и Котвица, что указывает на происхождение рода из Литвы.

## Известные представители
- Адриан — воевода в Вязьме в 1681 году.
- Василий Иванович — дворянин. Его вдова Авдотья с сыном Петром 21 декабря 1609 года отдала на помин души мужа д. Великий Дор в Верховском стане Ярославского уезда.
- Виктор Викентьевич — ярославский дворянин, упоминается при осаде Смоленска в 1634 году.
- Иван Венедиктович — дворянин, упоминается в боярских книгах в 1695 году.
- Иван Нестерович — ярославский дворянин, был ранен при осаде Смоленска в 1634 году.
- Иван Парфеньевич — дворянин, упоминается в боярских книгах в 1695 году.
- Иоаким — убит при взятии Казани 2 октября 1552 года и вписанного, наравне с другими, в синодик Московского Успенского собора на вечное поминовение.
- Никита Васильевич — стряпчий, упоминается в боярских книгах в 1693 году.
- Ратман — за отличие на войне пожалован от царя Феодора Ивановича в 1590 году похвальной грамотой и поместьями в 1590г.
- Федор Васильевич — дворянин, упоминается в боярских книгах в 1693 году.
- Яков — дьяк, упоминается в боярских книгах в 1629-1640 годах. Воевода в Томске в 1631-1632 годах, в Новгороде в 1639 году[1][3].